# 2017年NFL選秀

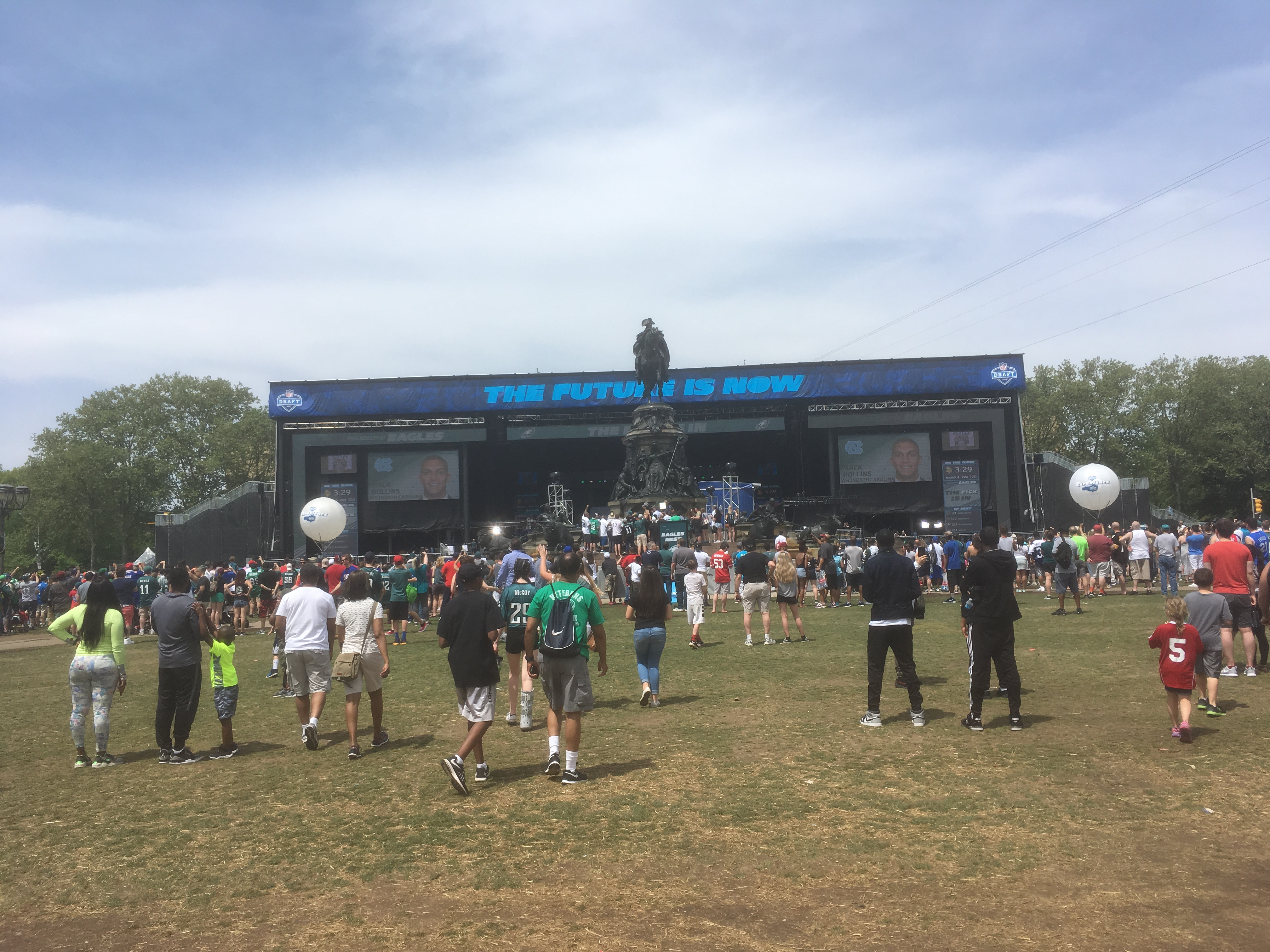
The stage for the 2017 NFL Draft on Eakins Oval in front of the Philadelphia Museum of Art

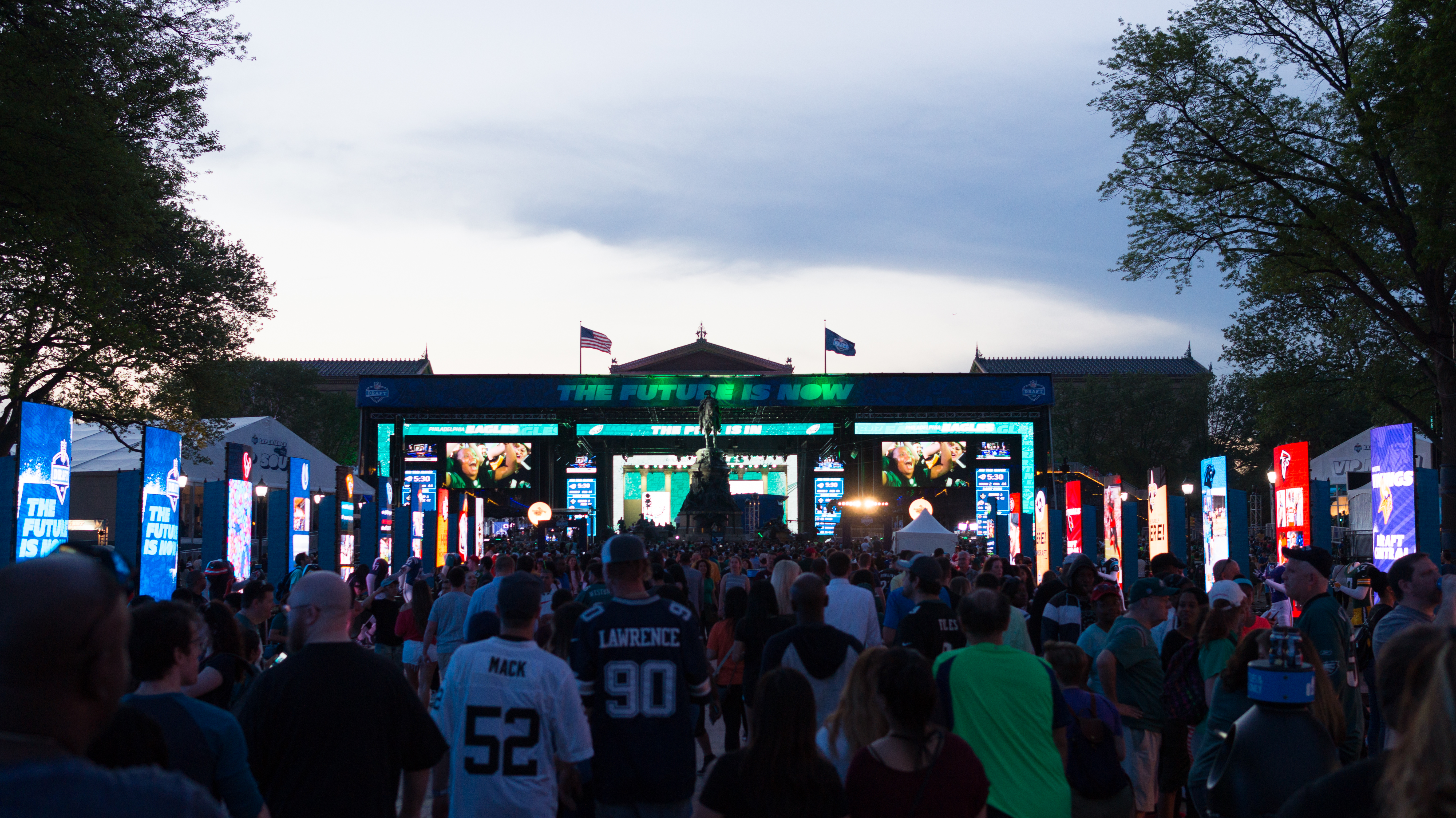
Stage during draft

2017年NFL選秀是第82屆國家美式足球聯盟(NFL)選秀。是次選秀4月27日到29日，在費城藝術博物館舉行 ，這也是自1961年首次在費城舉行選秀後，再度回到費城。
球員的選擇將會在Rocky Steps的戶外舞台舉行，這代表著NFL選秀第一次在戶外舉辦。NFL官方表示本次參與選秀的球迷人數是歷史上最多的，總計超過25萬人。 從本次選秀開始，補償選秀權可以被交易。